# Самар-2 (автостанція)
Автостанція «Самар-2» розташоване на автошляху у напрямку міста Дніпро, яка обслуговує маршрути до обласного центра. Входить до складу ПАТ «ДОПАС».

## Основні напрямки
- Самар-2 — Дніпро (Центр)
- Самарівська ЦРЛ — Дніпро (ДНУ)